# Confiscation
La confiscation est une sanction décidée par une autorité qui s'approprie les biens d'une personne ou d'une entreprise sans contrepartie.

## Notions voisines
La confiscation se différencie des autres formes de dépossession, comme l'expropriation ou la saisie, par son objectif de sanction. Elle se différencie aussi de l'amende qui doit être payée sous forme d'une somme d'argent alors que la confiscation touche un ou plusieurs biens particuliers.

## Confiscation générale et confiscation spécifique

### En France
Dans la France de l'Ancien Régime, la confiscation générale touchait tous les biens du condamné et donc de ses héritiers. Elle a été abolie à la Révolution française[réf. souhaitée] mais reprise au profit de la République par l’Assemblée législative (loi du 30 mars 1792) et par le Premier consul en 1803 (Arrêté Chaptal). 
La confiscation spécifique ne porte plus aujourd'hui que sur un bien particulier, considéré comme dangereux ou nuisible : arme, argent de la drogue, produits contrefaits… On confisque le plus souvent l'objet utilisé pour réaliser l'infraction, par exemple le véhicule en cas d'excès de vitesse.
Dans le droit pénal français, la confiscation est une peine complémentaire. La confiscation générale, qui ne touche plus aujourd'hui que le patrimoine du condamné, peut être prononcée en cas de crime contre l'humanité, de terrorisme, de trafic de stupéfiants.
Dans le droit civil français, la confiscation peut ne pas porter atteinte au droit de propriété mais porter sur la détention de la chose. En effet, les objets confisqués (en général : armes, produits stupéfiants, etc.) sont considérés de « biens hors-commerce » et ne peuvent faire l'objet d'une convention, conformément à l'article 1128 du code civil  qui dispose qu'« Il n'y a que les choses qui sont dans le commerce qui puissent être l'objet des conventions. »
La saisie est une mesure de police judiciaire qui empêche la commercialisation d'une marchandise en cas de non-conformité.

### En Espagne
Durant l'Inquisition espagnole (soit du XIIIe siècle jusqu'au début du XIXe siècle), il existe une juridiction des biens confisqués pour les personnes reconnues coupables d'hérésie. 

### En Suisse

#### Confiscation à des fins de sécurité
En Suisse, le droit pénal prévoit la « confiscation à des fins de sécurité » (objets dangereux) ainsi que la « confiscation de valeurs patrimoniales provenant d'une infraction pénale » ayant pour fondement moral que « le crime ne paie pas ». Il s'agit d'une mesure judiciaire et non d'une peine. Elle peut donc intervenir avant un jugement définitif.

#### Confiscation de valeurs patrimoniales
Dans le cadre d'une « confiscation de valeurs patrimoniales provenant d'une infraction pénale », le juge peut prononcer la confiscation de toute valeur patrimoniale qui est le résultat de l'infraction ou qui a servi à récompenser l'auteur de l'infraction si elle ne peut pas être restituée à la partie lésée. Si la valeur patrimoniale à confisquer n'est plus disponible (destruction, disparition ou dissimulation), le juge prononce une créance compensatrice d'un montant équivalent à l'encontre du prévenu. Il peut toutefois renoncer à prononcer totalement ou partiellement à une telle créance si cette mesure entrave sérieusement la possibilité de réinsertion de l’intéressé.
Notons que la confiscation de valeurs patrimoniales provenant d'un crime peut aussi être prononcée contre des tiers. Ces derniers restent néanmoins protégés dans leur acquisition s'ils ignoraient la provenance délictuelle des valeurs patrimoniales en question et qu'ils ont fourni une contre-prestation adéquate. Dans le cas contraire, en plus de la confiscation, des poursuites peuvent être engagées (recel, blanchiment d'argent, etc.).
Dans le cadre d'une organisation criminelle, la confiscation va plus loin : elle s'applique à toutes les valeurs patrimoniales sur lesquelles l'organisation exerce un pouvoir de disposition. Les valeurs appartenant à une personne qui a participé ou apporté son soutien à l'organisation criminelle sont présumées comme soumises au pouvoir de disposition de l'organisation criminelle.
Les valeurs patrimoniales confisquées se répartissent entre les collectivités publiques (Confédération et/ou canton ayant instruit la procédure pénale) et, éventuellement, un État étranger (en cas d'activité criminelle dans cet État) si un accord entre les deux pays existe.
En 2008, dans le cadre d'une affaire de blanchiment d'argent à Zurich de l'organisation criminelle japonaise Goryôkai, 58.4 millions de francs ont été partagés à parts égales entre la Suisse et le Japon.

### EnBelgique
L'article 17 de la Constitution interdit les confiscations. La saisie est une mesure de contrainte par laquelle l'autorité compétente, à la suite de la commission d'une infraction, retire en vertu de la loi et dans le respect des formes y inscrites, un bien à la libre disposition de son propriétaire ou détenteur, et le met temporairement à disposition du juge dans le but de découvrir la vérité et de le confisquer ou le restituer.

## Confiscation fiscale
Par extension, les libéraux parlent d’une « confiscation fiscale » opérée par l'État, lorsqu’ils jugent le niveau des prélèvements obligatoires opérés par les administrations publiques trop élevé, au sens où les agents économiques seraient privés d’une part très importante de leurs revenus.